# Loser Like Me
«Loser Like Me» — композиция, исполненная актёрским составом американского музыкального телесериала «Хор» в эпизоде «Original Song» второго сезона от 15 марта 2011 года, и вошедшая в альбом саундтреков Glee: The Music, Volume 5. В отличие от традиционных кавер-версий, исполняемых в телесериале, песня является оригинальной и написанной специально для шоу музыкальным продюсером сериала Адамом Андерсом и шведским композитором Максом Мартином совместно с Джонатаном Шустером и Саваном Котеча. Вместе с другой композицией, прозвучавшей в эпизоде, «Get It Right», песня стала первой оригинальной композицией, прозвучавшей в сериале. Песня впервые прозвучала на радио 1 марта 2011 года. Мартин работал над написанием «Loser Like Me» одновременно с продюсированием альбома Femme Fatale певицы Бритни Спирс.

## Создание
23 февраля 2011 года было анонсировано, что в «Хоре» впервые будет исполнена оригинальная композиция, а не кавер-версия, как было ранее. Две песни, «Loser Like Me» и «Get It Right», должны были появится в эпизоде 15 марта 2011 года. Музыкальный продюсер сериала Адам Андерс назвал песню «гимном поклонников хора». В то же время стало известно, что автором песни станет музыкальный продюсер и композитор Макс Мартин, известный своей работой со многими поп-исполнителями. Обозреватель Entertainment Weekly Тим Стэк назвал это «крупным событием поп-музыки», учинённым «Хором». Андерс также прокомментировал, что Мартин, будучи поклонником поп-культуры, согласился поучаствовать в работе над песней чтобы стать частью такого культурного феномена, как «Хор», и потому его было не сложно убедить.
По словам Андерса, Мартин в тот момент находился в США и работал над альбомом Femme Fatale певицы Бритни Спирс, но согласился подготовить «Loser Like Me», чтобы так успела появиться на радио до официального выхода эпизода. По данным Американского общества композиторов, авторов и издателей, помимо Мартина авторами песни являются Саван Котеча, Джонатан Шустер. «Loser Like Me» и «Get It Right» был представлена на радиошоу Райана Сикреста 25 февраля 2011 года; 1 марта появились в широком радиоэфире, а спустя две недели — в эпизоде «Original Song» и в тот же день стали доступны для скачивания в сети посредством iTunes.

## Исполнение в сериале
«Original Song» является шестнадцатым эпизодом второго сезона сериала. По сюжету хор «Новые горизонты» школы МакКинли решает написать песни собственного сочинения для региональных соревнований хоровых клубов. После нескольких неудачных попыток и при помощи руководителя хора Уилла Шустера (Мэтью Моррисон), они выступают с двумя оригинальными песнями — «Get It Right» в сольном исполнении Рейчел Берри (Лиа Мишель) и «Loser Like Me» в исполнении всех хористов. Номер положительно воспринят зрителями, а также конкурирующим хором «Соловьи» академии Далтон, во главе с Куртом Хаммелом (Крис Колфер). Номер заканчивается бросанием конфетти в зрительный зал из стаканов цветного замороженного коктейля, который регулярно фигурирует в сериале.
Бретт Берк из Vanity Fair и Бобби Хакинсон из Houston Chronicle положительно оценили песню и номер, а Хакинсон написал: «Это было забавно и по-летнему, и увенчалось конфетти-атакой в толпу. Мне понравилось». Эрика Футтерман из Rolling Stone высказала мнение, что песня стала гимном хора МакКинли, а завершающий штрих с конфетти стал достойной победой на региональных. Кристофер Розен из Movieline назвал композицию «смесью Пинк, Кэти Перри, Аврил Лавин, ранней Мэнди Мур и Kidz Bop».

## Позиции в чартах
| Чарт (2011)                         | Высша позиция |
| ----------------------------------- | ------------- |
| Австралия (ARIA)                    | 15            |
| Канада (Billboard Canadian Hot 100) | 9             |
| Ирландия (IRMA)                     | 23            |
| Новая Зеландия (Recorded Music NZ)  | 28            |
| Шотландия (OCC Scotland)            | 21            |
| Великобритания (OCC UK Singles)     | 27            |
| US Billboard Hot 100                | 6             |
| US Adult Pop Songs (Billboard)      | 36            |